# Нововознесенка (Кировоградская область)
Нововознесе́нка (укр. Нововознесенка) — село в Смолинской поселковой общине Новоукраинского района Кировоградской области Украины.
До 2020 года входило в Маловисковский район
Население по переписи 2001 года составляло 503 человека. Почтовый индекс — 26220. Телефонный код — 5258. Код КОАТУУ — 3523183701.
В селе жили, работали и впоследствии были похоронены генерал от кавалерии А. В. Самсонов (1859—1914), Герой Советского Союза Павел Кочерга.